# 野田佳彥
野田佳彥（日语：／ Noda Yoshihiko ?，1957年5月20日—），日本政治家，現任立憲民主黨代表（黨首）。曾任內閣總理大臣（第95代）、民主黨常任幹事會代表（第9代），前財務大臣（第14代）、政府稅制調査會會長、民主黨國會對策委員會委員長（第7、10代）。他是日本戰後歷任內閣總理大臣中第二年輕的一位，僅次於初任首相時的安倍晋三。
野田出身於千葉縣船橋市。眾議院議員（當選7期）。民進黨內的實力人物，黨內民進黨派閥花齊會（野田組）的會長、第2任幹事長。
野田在2024年9月23日就任立憲民主黨代表幾週後，於該年10月眾議院選舉為立民黨取得建黨以來最佳成績，使執政的自公联合多數派政府變成少數派政府。

## 人物
野田3歲時，當時的日本社會黨委員長淺沼稻次郎被暗殺，日後使他心中有了政治家的意識。在野田上幼稚園時，又發生了美國總統甘迺迪遭暗殺事件震驚全球，讓野田從此認為「政治家是一種有可能賠上性命，必須抱著必死決心之工作」。
野田就讀了船橋市立薬円台小學校、船橋市立二宮中學校，並在1976年（昭和51年）3月，從千葉縣立船橋高等學校畢業。他在県立船橋高等學校時加入了柔道部。1976年(昭和51年)4月時，進入了名校，早稻田大學的政治經濟學部政治學科就讀。
由於他很憧憬立花隆，所以想成為一名新聞工作者。在學校裡加入了新自由俱樂部，跟著團體進行著公益活動。1980年（昭和55年）3月，從早稻田大學畢業並取得了學士學位。
就讀過才剛剛創立的松下政經塾，曾做過家庭教師、都市煤氣點檢員、私立教育相談所長、青年政治機構副幹事長等工作。1987年當選千葉縣議會議員。
1992年參加日本新黨，1993年首次參選國會眾議員即當選。日本新黨解散後，加入新進黨。1996年角逐連任眾議員，以極微小差距落敗。2000年成為民主黨推舉的候選人再次競逐眾議院議員，順利當選並連任至今。
2002年成立了自己的派閥，成為國會內松下政經塾出身的年輕議員的領袖，參選民主黨代表挑戰鳩山由紀夫但失敗；2006年派閥改名花齊會，是民主黨黨內一股不可忽視的力量。他主張財政重建優先，必須果斷增稅；在對外關係上持強硬保守態度。
2010年成為財務大臣。2011年當選民主黨常任幹事會代表，並成為內閣總理大臣（首相）。2012年11月27日，超越菅直人成為在任時間最長的民主黨籍首相。2024年9月23日，他當選選立憲民主黨黨魁。

## 政策主張

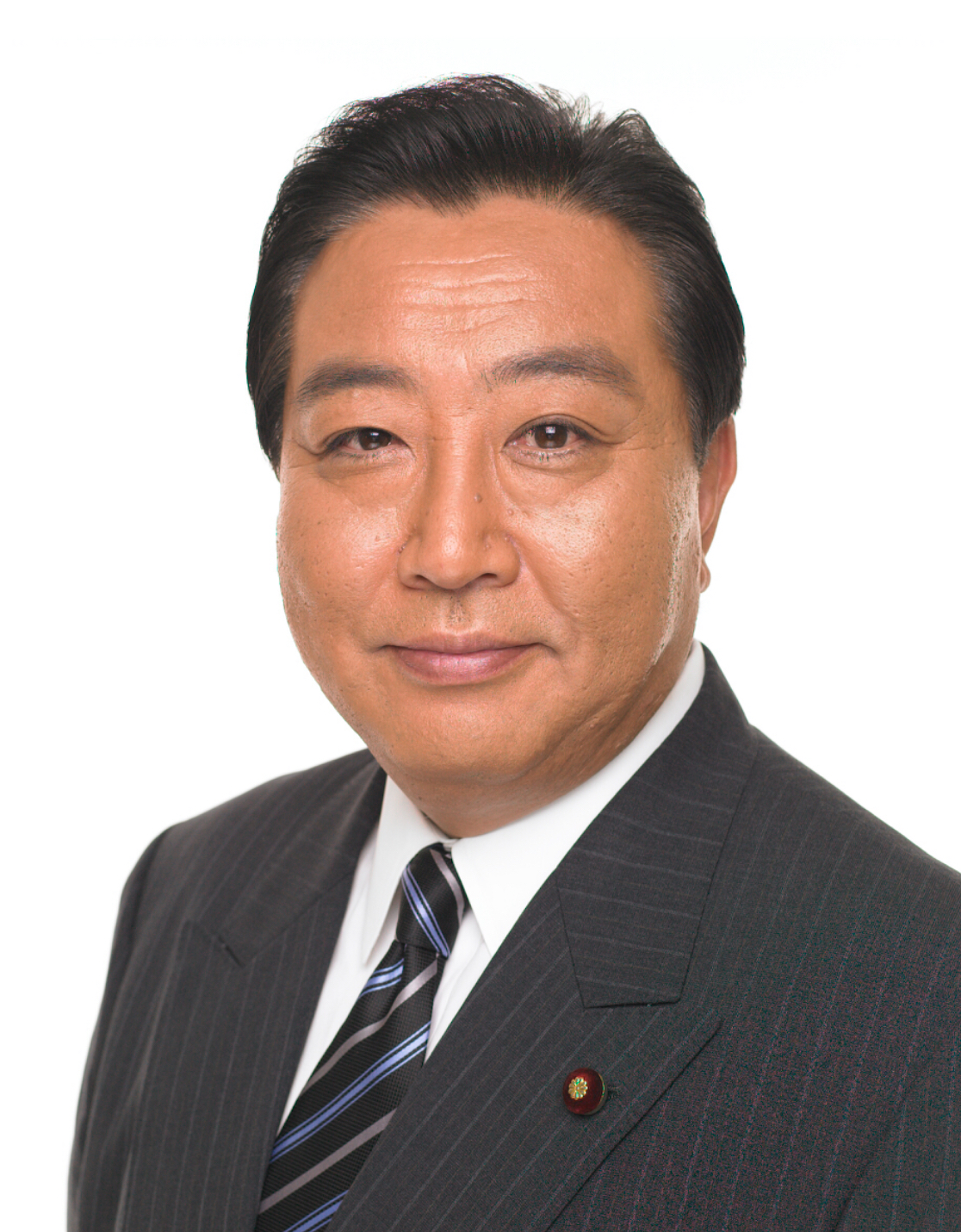
日本首相官邸官方肖像

野田是民主黨內花齊會（野田組）的會長，「花齊會」之名取「百花齊放」之意。野田組長與野田在松下政經塾的後輩前原誠司的派閥「凌雲會」在重大問題上保持步履一致，都是民主黨內右派、自由主義、保守主義主張的派系，也是黨內的「反小澤派」，因此常被外界將兩個派系稱為「野田‧前原組」，又被稱為「松下政經塾系」。
野田對日元升值過快、匯率頻繁波動表示擔憂，擔任財政大臣期間曾出手干預匯市。他亦認為靠節省開支根本無法解決日本財困問題。建議到2015年將5%消費稅率翻倍，減少債務。東日本大地震後曾臨時增稅以保證災後重建的財源，但由於民意反彈，後來不得不就增稅問題謹慎發言。

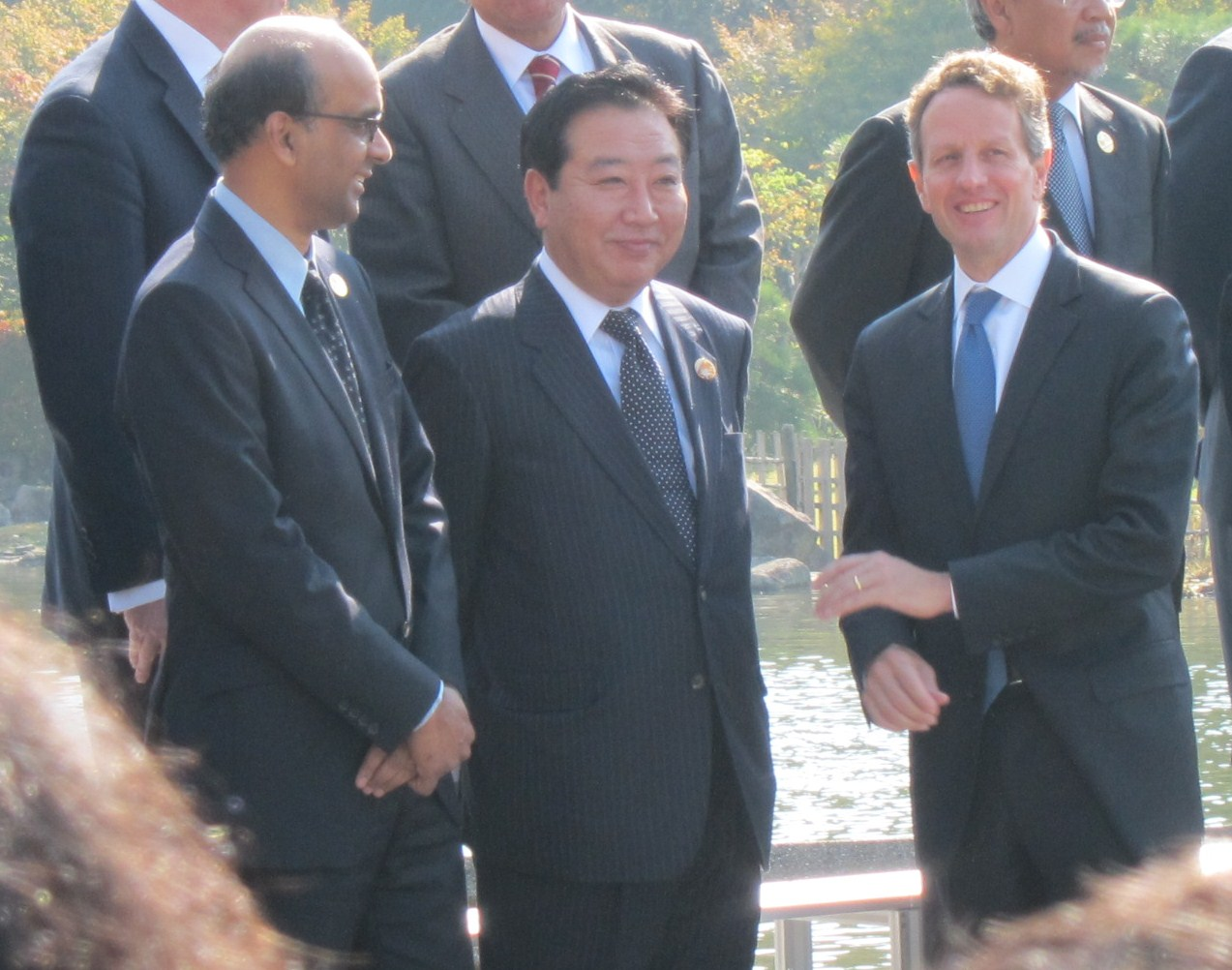
野田佳彥與新加坡财政部长尚达曼、美國財政部長蓋特納展開三方會面（2010年11月6日）

野田強調日美同盟是最大的資產，是日本外交之基石。強調日本自衛隊的集體自衛權，主張制定「安全保障基本法」、「緊急事態法」。
野田曾就中华人民共和国質疑日本把沖之鳥島列為島嶼一事（沖之鳥島存在是島嶼還是岩礁的爭議，若是島嶼即為日本領土，日本的專屬經濟區會隨之擴大），曾對中华人民共和国國務委員唐家璇說：「貴國在南沙同樣實際控制一些暗礁，因此沒有發言權」。對有部分中國人試圖登上釣魚臺列嶼，野田在國會提交議案要求將釣魚臺列嶼確認為日本固有領土，並於任內將釣魚臺列嶼實施國有化。
2005年他曾支持時任首相小泉純一郎參拜供奉有甲級戰犯的靖國神社，他亦曾對於小泉表示「日本內存在戰犯」的發言提出強烈抗議，他認為甲級戰犯在日本媾和之後已經被赦免，「因此日本再無戰犯」，通過《舊金山和約》，戰犯的名譽已得到恢復，圍繞首相能否參拜靖國神社的討論，是對這些被稱為甲級戰犯的人的人權侵害，這就關係到人權和國家名譽的問題。他質疑南京大屠殺30多萬人遇害的數字，認為日本侵略蘇聯是虛構，東京審判竟然藉此接受「日本自滿洲事變以來一貫發動侵略行徑」的解釋非常荒謬。
野田堅決反對賦予在日外國人參政權，認為「想要參政權，就先加入國籍」。他的這番態度使一直希望日本賦予在日韓國人參政權的韓國政府非常不滿。
在韓國總統李明博打破外交規範登上竹島後，野田被質疑「什麼也沒做，反而笑著和李明博總統握手」。曾引起前中華民國總統李登輝批評「如果我是日本首相，我應該會怒斥：『多少尊重一下國際的規範好嗎？』」:119

## 年表

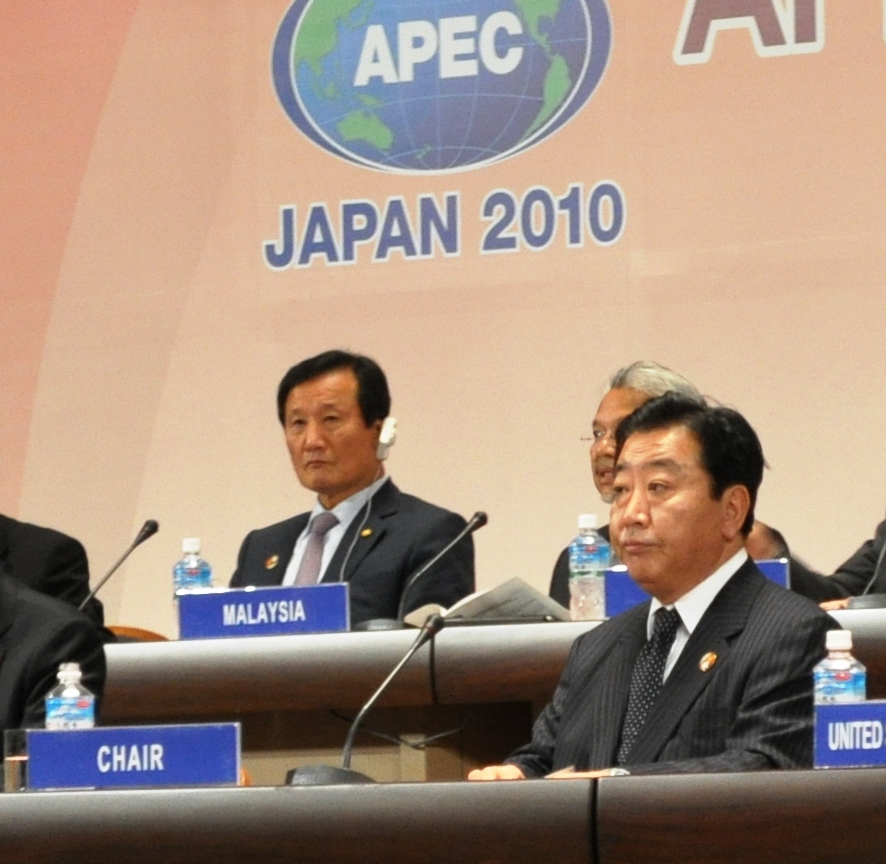
2010年11月，亞洲太平洋經濟合作會議財務部長會議中就任議長

- 1980年：早稻田大學政治經濟學部政治學科畢業。松下政經塾入塾（第1期生）。
- 1987年：千葉縣議會議員無黨籍候補。當選。
- 1992年：千葉縣議會議員無黨籍候補。再選。
- 1993年：第40回眾議院議員選舉日本新黨公認出馬競選。初當選（1期目）。
- 1996年：第41回眾議院議員選舉新進黨公認出馬競選。105票差落選。
- 2000年：第42回眾議院議員選舉民主黨公認出馬競選。當選（2期目）。
- 2002年：民主黨代表選舉新手議員統一候補出馬競選。落選。
- 2002年：就任民主黨黨國會對策委員長。
- 2003年：第43回眾議院議員選舉民主黨公認出馬競選。當選（3期目）。
- 2005年：第44回眾議院議員選舉民主黨公認出馬競選。當選（4期目）。
- 2005年：就任黨國會對策委員長2度目。
- 2006年：引咎辭任黨國會對策委員長。
- 2007年：就任黨廣報委員長。
- 2009年：第45回眾議院議員選舉民主黨公認出馬競選。當選（5期目）。
- 2009年：就任鳩山由紀夫內閣財務副大臣。
- 2010年：昇格就任菅直人內閣財務大臣。初入閣。
- 2011年：就任民主黨代表（黨魁）及日本內閣總理大臣（首相）。[5]
- 2012年︰執政民主黨在眾議院選舉中慘敗，野田宣佈辭任黨魁。
- 2016年：就任民進黨幹事長。
- 2024年：當選成為立憲民主黨代表，在同年眾議院選舉中為立民黨由98席增加50席至148席。

## 家庭
- 父親：出生於富山縣富山市八尾町地區，是一個農人，在兄弟6人中最小。曾加入自衛隊的前身警察預備隊，後來曾擔任自衛官。
- 母親：是出生於千葉縣的農人，是兄弟姊妹11人中，年紀最小的。
- 弟弟：野田剛彥，船橋市議會議員。
- 配偶：野田仁實，育有二子。

## 系譜
野田家（富山縣富山市、千葉縣船橋市）
野田佳彥是在千葉県船橋市出身的。父親為富山縣富山市八尾町地區出身。父親是在富山縣的農家中6人兄弟裡面的老么。加入過自衛隊的前身警察預備隊，年資一到從自衛官退休。於陸上自衛隊習志野駐屯地服務，與其母相識後結婚。母親為千葉縣農家11人兄弟中亦為老么。
```
　　
　　　　　　
　　　　　　　妻　　　┏男
　　　　　　　┣━━━┫
　父　　┏野田佳彥　　┗男　　　
　┣━━┫　
　母　　┗野田剛彥　　　

```

## 著書
- 新潮社、2009年7月 ISBN 978-4106103230

## 外部連結
- 眾議院議員 野田佳彥 官方網頁 （页面存档备份，存于）
- 野田佳彥 官方博客 （页面存档备份，存于）

| 官衔                     | 官衔                                                            | 官衔                      |
| ------------------------ | --------------------------------------------------------------- | ------------------------- |
| 前任： 菅直人            | 內閣總理大臣 第95代：2011年—2012年                              | 繼任： 安倍晉三           |
| 前任： 菅直人            | 財務大臣 第14代：2010年—2011年                                  | 繼任： 安住淳             |
| 前任： 竹下亙、石田真敏  | 財務副大臣 2009年—2010年 與峰崎直樹共同擔任                     | 繼任： 池田元久、峰崎直樹 |
| 議會席位                 |                                                                 |                           |
| 前任： 池田元久          | 眾議院懲罰委員長 2009年                                         | 繼任： 河村建夫           |
| 政党职务                 |                                                                 |                           |
| 前任： 菅直人            | 民主黨常任幹事會代表 第16代：2011年—                            | 繼任： 現任               |
| 前任： 佐藤敬夫 鉢呂吉雄 | 民主黨國會對策委員長 第7代：2002年—2004年 第10代：2005年—2006年 | 繼任： 川端達夫 渡部恆三  |
| 其他職務                 |                                                                 |                           |
| 前任： 菅直人            | 政府稅制調査會會長 第10代：2010年—2011年                        | 繼任： 安住淳             |